# Arizona Muse
Arizona Muse (Tucson, 18 settembre 1988) è una modella statunitense, cresciuta a Santa Fe nel Nuovo Messico.

## Biografia
Muse ha iniziato la sua carriera di modella professionista nel 2008; inizialmente riceve pochissima attenzione dall'industria sino al 2010, quando ha deciso di cambiare i propri lunghi capelli biondi, in un caschetto castano, subito dopo aver partorito il suo primo figlio, Nikko, nato il 14 aprile 2009. La donna ha infatti due figli, Nikko nato il 14 aprile 2009, e Cy Quinn, nata il 15 novembre 2018.
Muse è quindi comparsa in servizi pubblicati sulle edizioni francesi, americane, cinesi, britanniche, coreane, spagnole ed italiane di Vogue, W, V, Numéro e Dazed. La sua repentina scalata al successo diventa l'argomento di un servizio pubblicato da Vogue America, mentre il numero di marzo 2011 di Dazed & Confused viene interamente dedicato a lei. La direttrice di Vogue, Anna Wintour ha parlato di Arizona Muse nel numero della rivista di febbraio 2011: "Quando guardo Arizona, vedo ombre di Linda Evangelista e Natal'ja Vodjanova, ma più di tutte vedo lei, meravigliosa, intelligente, cresciuta. E come si può resistere a qualcuno con quel nome?".
Muse è quindi comparsa sulle copertine di Vogue Italia (fotografata da Steven Meisel) e Numéro (fotografata da Karl Lagerfeld), in entrambi i casi con Freja Beha Erichsen, e di Dazed & Confused. Nel novembre 2011 è nuovamente la protagonista della copertina di Vogue Paris, fotografata da Inez van Lamsweerde e Vinoodh Matadin). Nel corso della sua carriera, Arizona Muse è stata la testimonial nelle campagne promozionali di Louis Vuitton, David Yurman, Jil Sander, Alberta Ferretti, Chloé, Prada, Isabel Marant, Fendi e Yves Saint Laurent. Arizona Muse è stata classificata al terzo posto della classifica delle 50 modelle di maggior successo, stilata periodicamente dal sito models.com. Nel 2012 è protagonista della campagna pubblicitaria Fendi Primavera/Estate 2012.

## Agenzie
- Ulla Models
- Chic Management
- NEXT Model Management - New York
- Red Eleven Management
- Sight Management